# Institut des géosciences de l'environnement
L'Institut des Géosciences de l'Environnement (IGE) est une unité mixte de recherche située sur le Domaine universitaire de Grenoble à Saint-Martin-d'Hères et menant des recherches sur l’étude du climat, du cycle de l’eau, de la cryosphère et des environnements naturels et anthropisés. Il est l'un des principaux laboratoires de l'Observatoire des sciences de l'Univers de Grenoble.
Ses travaux visent à mieux comprendre le fonctionnement des différents environnements géophysiques (océan, atmosphère physico-chimique, cryosphère, bassins versants, zone critique), mais aussi leurs interactions et réponses aux pressions anthropiques, ainsi que les processus d’adaptation et de résilience des sociétés. Ils s’appuient notamment sur l’analyse des propriétés de carottes de glace et des milieux, l’exploitation d’observations spatiales et in situ, la modélisation numérique et l’intégration de données dans les modèles.

## Histoire

### Laboratoire de glaciologie et géophysique de l'environnement
Le LGGE a été créé en 1958 sous l'impulsion du glaciologue Louis Lliboutry. Initialement Laboratoire de l'Aiguille du Midi, puis Laboratoire de glaciologie alpine, il est installé en 1961 dans les locaux de l'ancien évêché à Grenoble et prend en 1970 la dénomination de Laboratoire de Glaciologie et Géophysique de l'Environnement (LGGE) puis s'installera en 1982 dans ses locaux du campus de Saint-Martin-d'Hères. Le glaciologue Claude Lorius en est directeur de 1983 à 1988. Initialement unité propre de recherche du CNRS (UPR 5151), le laboratoire est à partir de 2003, une unité mixte de recherche (UMR 5183) sous la tutelle du CNRS et de l'Université Grenoble-Alpes. 
En janvier 2013, le LGGE accueille l'équipe d'océanographes du MEOM, modélisation des écoulements océaniques multi-échelles, composée de 25 personnes, élargissant ainsi son champ d'action.

### Laboratoire d'étude des Transferts en Hydrologie et Environnement
Le LTHE a été créé en 1992 à l'initiative d'une vingtaine de scientifiques formant l'équipe "Hydrologie" de l'Institut de Mécanique de Grenoble, membres du CNRS, de l'Institut National Polytechnique de Grenoble (INPG) et de l'Université Scientifique et Médicale de Grenoble . Son premier directeur est Michel Vauclin, directeur de recherche au CNRS, physicien des transferts dans les sols. En 1995 un petit contingents de chercheurs de l'Institut de Recherches pour le Développement rejoint le LTHE, élargissant ses zones d'intérêts géographiques vers les régions tropicales et conduisant à sa labellisation comme Unité Mixte de Recherche (UMR 5564), sous les tutelles conjointes du CNRS, de l'INPG, de l'IRD et de l'UJF (nouveau nom de l'ancien USMG). Le LTHE devient au cours des années 2000, un des laboratoires français de référence sur l'étude du cycle de l'eau en interaction avec les changements globaux (réchauffement climatique, dégradation des sols et de la qualité des milieux, anthropisation). A la veille de la fusion avec le LGGE il compte environ 70 chercheurs, enseignants-chercheurs, ingénieurs et techniciens travaillant sur tous les continents et tous les compartiments du cycle de l'eau. 

### Fusion
L'Institut des Géosciences de l'Environnement est issu de la fusion en 2017 du Laboratoire d’étude des Transferts en Hydrologie et Environnement (LTHE) et du Laboratoire de Glaciologie et Géophysique de l'Environnement lui même créé en 1978.
Fin juin 2019, l’effectif global de l’IGE comptait 234 agents. L'IGE accueillait à cette date 102 chercheurs et enseignants-chercheurs permanents, 52 ingénieurs et administratifs et 92 personnes sous contrats temporaires (26 ingénieurs, 51 doctorants, 14 post-doctorants).
Le 1er janvier 2023, l'unité de recherche Érosion Torrentielle Neige et Avalanche (ETNA) de l'Institut National de Recherche pour l'Agriculture, l'Alimentation et l'Environnement (INRAE) rejoint l'IGE et apporte son expertise sur l'étude des avalanches et des événements torrentiels en montagne. INRAE devient à cette occasion tutelle de l'IGE.

## Thèmes de recherche
L'institut étudie simultanément plusieurs thématiques liées au cycle de l'eau à l'échelle mondiale et ses liens sur le climat de notre planète :
- l’évolution passée et présente de la composition de l’atmosphère et les rétroactions Chimie-Climat ;
- le rôle des zones polaires dans le fonctionnement du système climatique ;
- l’océan global : circulation multi-échelles, transports biogéochimiques et échanges avec les milieux connexes ;
- les processus et vulnérabilité de la zone critique pour une meilleure gestion et protection de la ressource et des milieux ;
- les glaciers et processus hydro-glacio-météorologiques de montagne[5] ;
- l’intensification du cycle hydrologique et ses interactions avec les sociétés;
- les risques gravitaires et cryosphère en montagne

## Équipes de recherche
La recherche à l'IGE est organisée en neuf équipes, :
- Climat-Cryosphère-Hydrosphère (C2H)
- Dynamique de la cryosphère (CryoDyn)
- CHImie Atmosphérique, Neige, Transferts et Impacts (CHIANTI)
- Risques gravitaires et cryosphère en montagne (ECRINS)
- HydroMétéorologie, Climat et Interactions avec les Sociétés (HMCIS)
- HYdro-Dynamique, Réactivité et Impacts de la Matière dans la Zone critique (HYDRIMZ-STRIM)
- Carottes-Chimie-Climat (ICE3)
- Modélisation des écoulements océaniques multiéchelles (MEOM)
- Processus Hydrologique et Ressources en Eau Vulnérable (PHyREV)

## Activités médiatisées
En France, l'IGE étudie depuis 1958 l'évolution de la Mer de Glace dans les Alpes tout en fournissant le service national d’observation du climat et des glaciers afin de constituer une base de données glacio-hydro-météorologiques. L'une de ses études publiée en 2019 dans le journal Geophysical Research Letters y révèle les traces de pollution aux métaux lourds remontant à l'époque Romaine,.
La réputation scientifique du LGGE s'est faite avec la reconstitution de l'évolution des climats depuis 800 000 ans, grâce à l'analyse en 1978, par Claude Lorius et son équipe, des gaz traces issus de l'atmosphère terrestre piégée dans les glaces de l'Antarctique près de la base antarctique Concordia. Le laboratoire possède depuis 2002 une expertise dans les observations de la chimie de l'atmosphère et la surveillance des glaciers dans les Andes, en Antarctique et dans les Alpes, grâce au service d'observation GLACIOCLIM, « les GLACIers, un Observatoire du CLIMat ».
Développée depuis 2011, les chercheurs du laboratoire ont utilisé en 2015 une nouvelle technologie laser permettant de forer la glace jusqu'à la profondeur de trois kilomètres, leur permettant ainsi des enregistrements climatiques très anciens, largement au-delà d'un million d'années.
En août 2016, avec l'aide de la fondation de l'université Grenoble-Alpes, une équipe du laboratoire prélèvent dans le massif du Mont Blanc des carottes de glace sur une hauteur d'environ 140 mètres dans le cadre de la constitution d'une banque mondiale d'échantillons de glace. L'une de ces carottes restant dans la région grenobloise, les deux autres doivent être transférées à l'horizon 2020 sur la base antarctique Concordia dans une cave spécialement creusée afin de pouvoir servir aux scientifiques des générations futures.
En novembre 2016, dans le cadre du projet "Glaciologie Concordia", une équipe du laboratoire, dirigée par Catherine Ritz, se rend à la base antarctique Concordia, seule base européenne cogérée par deux États membre dans l'Antarctique, afin de tester un nouveau matériel capable d'analyser la glace à une profondeur comprise entre 3 000 et 4 000 mètres. À ce niveau, la glace analysée est vieille d'environ 800 000 ans, époque du paléolithique inférieur où la Terre a connu un bouleversement climatique encore mal expliqué de nos jours.
Alors que le laboratoire est devenu l'Institut des géosciences de l’environnement, trois tonnes de carottes de glace prélevées au printemps 2017 sur un glacier de Bolivie à 6300 m d'altitude arrivent en parfait état à Grenoble le 17 août 2017. Une première carotte sera analysée à partir de 2019 à Grenoble, alors que la seconde sera stockée sur place jusqu'à l'achèvement de la construction de son abri définitif à l'horizon 2020 sur la base antarctique Concordia. Cette dernière longue de 144 mètres pourra alors être étudier dans plusieurs décennies par les générations futures de chercheurs disposant de nouvelles techniques.

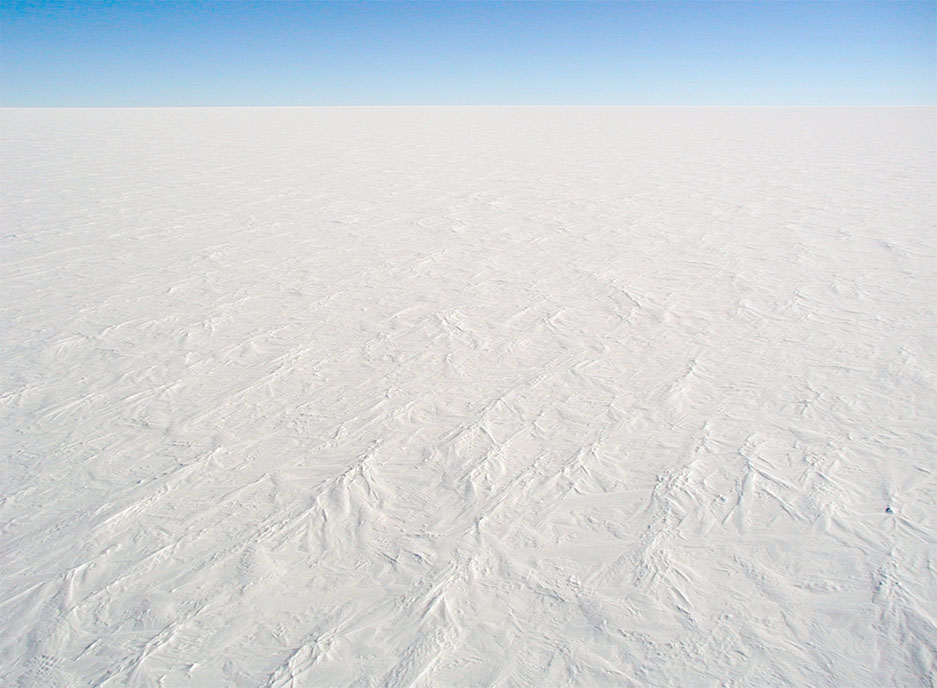
La surface du dôme C en janvier, près de la base Concordia où débutera fin 2021 la recherche de la plus ancienne carotte de glace.

Sur un plan international, la longue expertise en matière de glaciologie de l'institut lui permet de conserver des carottes glaciaires en provenance des cordillère des Andes et d'Antarctique, à des fins d'études dans un premier temps et à plus long terme afin de constituer la première bibliothèque mondiale d'archives glaciaires dans le projet Ice Memory. Le projet se poursuit avec un prélèvement sur le Kilimandjaro. En 2021, dans le cadre du projet Epica porté par dix pays européens, les glaciologues de l'institut débuteront sur le dôme C en Antarctique la recherche de la plus ancienne carotte de glace pouvant remontée à 1,5 million d'années avec l'appui logistique de l'Institut polaire français Paul-Émile-Victor,. Par ailleurs, son large spectre de recherche offre à plusieurs de ses membres des responsabilités au niveau mondial comme Catherine Ritz qui devient en juin 2018 présidente du Comité scientifique pour la recherche en Antarctique ou Arona Diedhiou, expert du changement climatique en Afrique pour le Groupe d'experts intergouvernemental sur l'évolution du climat,. En mars 2018, un glaciologue de l'IGE, Jérôme Chappellaz, est nommé directeur de l'Institut polaire français Paul-Émile-Victor.
Son expertise sur le climat est régulièrement sollicitée par les médias. En 2019, un glaciologue de l'institut médiatise le nouveau phénomène des rivières atmosphériques constituées de masses compactes de vents et de vapeur d'eau sillonnant le ciel sur de longues distances et provoquant notamment la fonte des glaces dans l'Antarctique,. En 2020, Gerhard Krinner, directeur de recherche à l'IGE et auteur du GIEC, confirme un changement de climat en Sibérie lors de la seconde année d'incendies spectaculaires dans cette région,,. Un autre chercheur de l'IGE ayant participé à une étude internationale explique et commente la prévision de l'élévation d'un mètre du niveau des océans attendue à l'horizon de la fin du XXIe siècle,. L'un de ses confrères météorologue précise que dans ce phénomène « la fonte de la neige en surface joue un rôle déterminant » au Groenland.